# مجموعة اي كيو
مجموعة أي كيو بالانجليزية ( iQ Group) هي تكتل تكنولوجي عراقي تأسس في عام 2005. تأسست الشركة في البداية كمزود خدمة الإنترنت عبر الألياف الضوئية في مدينة السليمانية، العراق.  و بهذه سوف تكون من أوائل الشركات التي تبنت تقنية الألياف الضوئية لتقديم خدمات الإنترنت في العراق

## تاريخ
تأسست شركة أي كيو في عام 2005، وبدأت ببناء شبكة الألياف الضوئية ومسارات الكابلات في جميع أنحاء البلاد. لتوفير خدمات الإنترنت في العراق. توفر مجموعة أي كيو خدمات البرودباند بالألياف الضوئية وتبيع خدمات السعة بالجملة إلى مجموعة من العملاء، بما في ذلك الشركات والمنظمات غير الحكومية والمدارس والمستشفيات.  في عام 2020، مع وصول الرئيس التنفيذي الجديد، أسوز رشيد، بدأت مجموعة أي كيو العمل في مجالات جديدة.

## طريق الحرير العابر

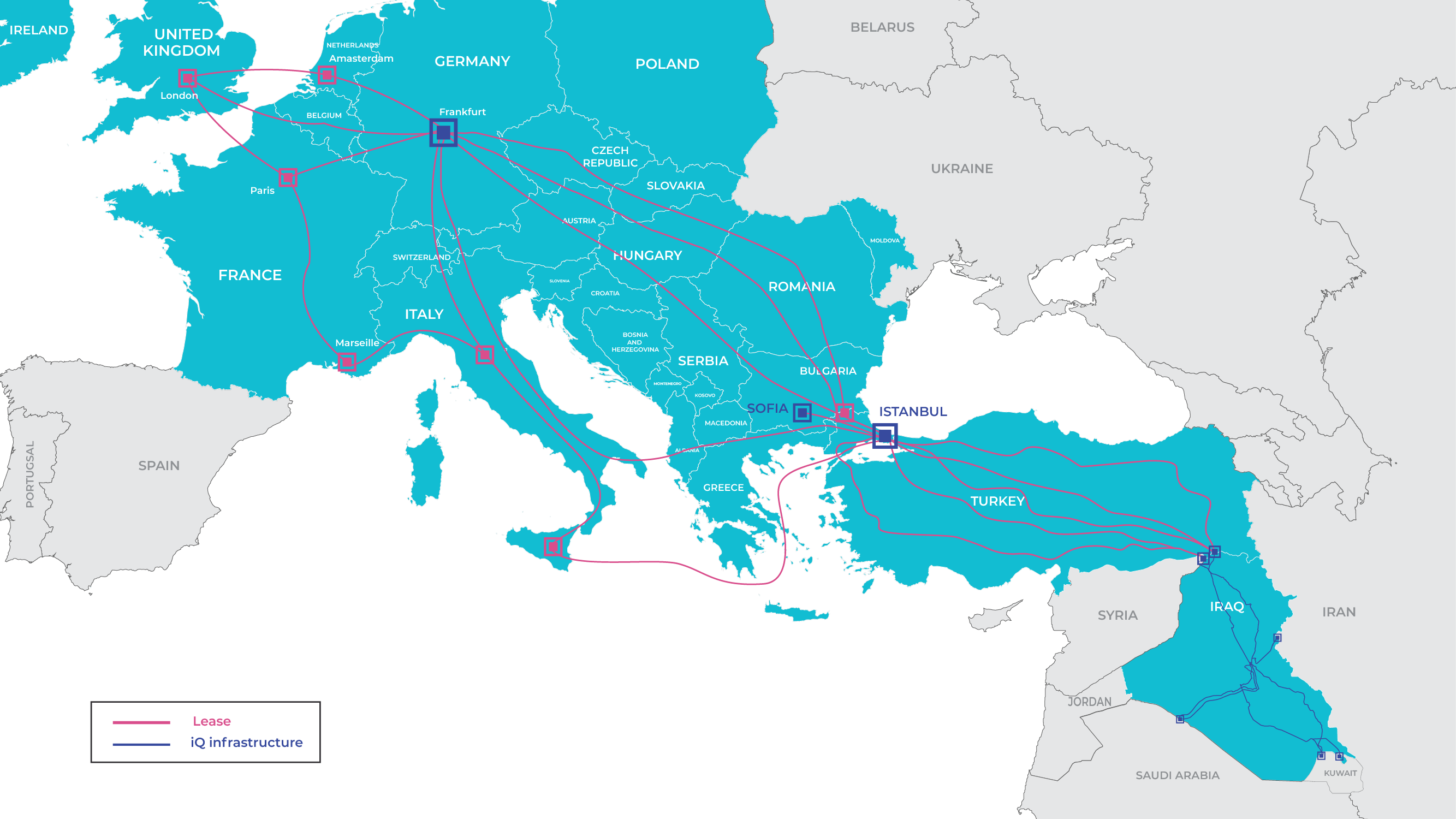
خريطة طريق الحرير العابر

مشروع "طريق الحرير العابر" من مجموعة أي كيو هو مشروع نقل بروتوكول الإنترنت (IP-Transit) عبر البنية التحتية للألياف الضوئية الأرضية، والذي يوفر مسارًا بديلًا لربط أوروبا والشرق الأوسط. 
تم بدا عمل مشروع "طريق الحرير العابر" في عام 2010، ويتكون من أكثر من 3500 كيلومتر من كابلات الألياف الضوئية. الممتدة عبر العراق. من المفترض أن شبكة الألياف الضوئية متعددة الطبقات الخاصة بها توفر أقصر مسار بري بديل لربط أوروبا وآسيا.  